# Serie A1 (pallamano femminile)
La Serie A1 è il massimo livello del campionato italiano di pallamano femminile. La prima edizione si svolse nel 1969 e da allora sono state organizzate 54 edizioni.

## Formula
Vi è una prima fase a girone unico con partite di andata e ritorno.
Una seconda fase con play-off scudetto e play-out per la retrocessione in Serie A2 si svolge al termine della prima fase.
Ogni squadra partecipa alla seconda fase conservando i punti ottenuti durante la prima fase. La squadra classificata all'ultimo posto della seconda fase retrocederà in Serie A2 nella stagione successiva. Le squadre classificate dal 1º al 4º posto in classifica alla fine della prima fase parteciperanno ai play-off scudetto.

## Albo d'oro
| Edizione | Vincitore             |
| -------- | --------------------- |
| 1969-70  | AICS Roma             |
| 1970-71  | CUS Roma              |
| 1971-72  | Scuola Germanica Roma |
| 1972-73  | Scuola Germanica Roma |
| 1973-74  | Montello Roma         |
| 1974-75  | Del Tongo Arezzo      |
| 1975-76  | Lem Roma              |
| 1976-77  | Del Tongo Roma        |
| 1977-78  | Brixen Südtirol       |
| 1978-79  | Brixen Südtirol       |
| 1979-80  | Mercury Bologna       |
| 1980-81  | Brixen Südtirol       |
| 1981-82  | Brixen Südtirol       |
| 1982-83  | Brixen Südtirol       |
| 1983-84  | Brixen Südtirol       |
| 1984-85  | Brixen Südtirol       |
| 1985-86  | Cassano Magnago       |
| 1986-87  | Cassano Magnago       |
| 1987-88  | Cassano Magnago       |
| 1988-89  | Cassano Magnago       |
| 1989-90  | Cassano Magnago       |
| 1990-91  | Cassano Magnago       |
| 1991-92  | Cassano Magnago       |
| 1992-93  | Cassano Magnago       |
| 1993-94  | Cassano Magnago       |
| 1994-95  | Cassano Magnago       |
| 1995-96  | Cassano Magnago       |
| 1996-97  | Jomsa Rimini          |
| 1997-98  | Jomsa Rimini          |
| 1998-99  | De Gasperi Enna       |
| 1999-00  | EOS Siracusa          |
| 2000-01  | Dossobuono            |
| 2001-02  | De Gasperi Enna       |
| 2002-03  | Sassari               |
| 2003-04  | Salerno               |
| 2004-05  | Sassari               |
| 2005-06  | Sassari               |
| 2006-07  | Sassari               |
| 2007-08  | Sassari               |
| 2008-09  | Sassari               |
| 2009-10  | PDO Salerno           |
| 2010-11  | PDO Salerno           |
| 2011-12  | Teramo                |
| 2012-13  | PDO Salerno           |
| 2013-14  | PDO Salerno           |
| 2014-15  | Amatori Conversano    |
| 2015-16  | Amatori Conversano    |
| 2016-17  | PDO Salerno           |
| 2017-18  | PDO Salerno           |
| 2018-19  | PDO Salerno           |
| 2019-20  | non assegnato         |
| 2020-21  | PDO Salerno           |
| 2021-22  | Brixen Südtirol       |
| 2022-23  | PDO Salerno           |
| 2023-24  | Brixen Südtirol       |
| 2024-25  | PDO Salerno           |

## Statistiche

### Riepilogo vittorie per club
| Numero | Club                  | Anni                                                                                               |
| ------ | --------------------- | -------------------------------------------------------------------------------------------------- |
| 11     | Cassano Magnago       | 1985-86, 1986-87, 1987-88, 1988-89, 1989-90, 1990-91, 1991-92, 1992-93, 1993-94, 1994-95 , 1995-96 |
| 10     | PDO Salerno           | 2009-10, 2010-11, 2012-13, 2013-14, 2016-17, 2017-18, 2018-19, 2020-21, 2022-23, 2024-25           |
| 9      | Brixen Südtirol       | 1977-78, 1978-79, 1980-81, 1981-82, 1982-83, 1983-84, 1984-85, 2021-22, 2023-24                    |
| 6      | Sassari               | 2002-03, 2004-05, 2005-06, 2006-07, 2007-08, 2008-09                                               |
| 2      | Conversano            | 2014-15, 2015-16                                                                                   |
| 2      | De Gasperi Enna       | 1998-99, 2001-02                                                                                   |
| 2      | Jomsa Rimini          | 1996-97, 1997-98                                                                                   |
| 2      | Del Tongo Roma        | 1974-75, 1976-77                                                                                   |
| 2      | Scuola Germanica Roma | 1971-72, 1972-73                                                                                   |
| 1      | Teramo                | 2011-2012                                                                                          |
| 1      | Salerno               | 2003-04                                                                                            |
| 1      | Dossobuono            | 2000-01                                                                                            |
| 1      | EOS Siracusa          | 1999-00                                                                                            |
| 1      | Mercury Bologna       | 1979-80                                                                                            |
| 1      | Lem Roma              | 1975-76                                                                                            |
| 1      | Montello Roma         | 1973-74                                                                                            |
| 1      | CUS Roma              | 1970-71                                                                                            |
| 1      | AICS Roma             | 1969-70                                                                                            |